# Marcusenius dundoensis
Marcusenius dundoensis és una espècie de peix pertanyent a la família dels mormírids i a l'ordre dels osteoglossiformes.

## Etimologia
Marcusenius fa referència a l'alemany Johann Marcusen (el primer ictiòleg a estudiar els mormírids de forma sistemàtica), mentre que l'epítet dundoensis al·ludeix a la seua localitat tipus: Dundo (Angola).

## Descripció
Fa 12,3 cm de llargària màxima. Cap espina a l'aleta dorsal ni a l'anal. 22 radis tous a l'aleta dorsal i 27-28 a l'anal. Origen de l'aleta dorsal situat darrere del de l'anal. Base de la dorsal acabant abans de la de l'anal. Base de l'aleta anal més allargada que la de la dorsal. Altura de la dorsal igual a la llargada de la seua base (l'anal, en canvi, és menor). Les aletes pectorals són dues vegades la longitud de les pelvianes i arriben a la base d'aquestes darreres. Distància entre les pectorals i les pelvianes igual a la longitud de les pelvianes o un xic més curta. Base de les pelvianes a mig camí entre la base de les pectorals i l'origen de l'anal o més a prop de les pectorals. Longitud de les pelvianes igual a la meitat de la distància entre la base de les pelvianes i l'origen de l'anal. Marge de l'aleta dorsal còncau, punxegut i amb la mateixa longitud que la base. Franja fosca entre les aletes dorsal i anal, generalment prou visible. 58-60 escates a la línia lateral i 8-8 al voltant del peduncle caudal. Boca terminal i amb les dents bicúspides (5 al maxi·lar superior i 6 a l'inferior). Protuberància del mentó gran i arrodonida. Musell arrodonit i rom. Nariu anterior a mig camí entre l'extrem del musell i la vora anterior de l'ull. Distància preanal més curta que la predorsal. Peduncle caudal i cap més foscos que la resta del cos, llevat de la banda que hi ha entre la dorsal i l'anal. Presència d'un òrgan elèctric.

## Hàbitat i distribució geogràfica
És un peix d'aigua dolça, demersal i de clima tropical, el qual viu a Àfrica: és un endemisme de la conca mitjana del riu Congo a Angola, incloent-hi els rius Luachimo, Chiumbe i Cuango (afluent del riu Kasai).

## Observacions
És inofensiu per als humans, el seu índex de vulnerabilitat és baix (13 de 100) i la seua principal amenaça és l'extracció de diamants (artesanal però molt intensiva) als petits rius de la regió de Kasai, ja que la sorra de les excavacions causa la sedimentació dels cursos fluvials.